# China Taipéi en los Juegos Paralímpicos de Atenas 2004
China Taipéi (Taiwán) estuvo representada en los Juegos Paralímpicos de Atenas 2004 por un total de 25 deportistas, 15 hombres y 10 mujeres.

## Medallistas
El equipo paralímpico obtuvo las siguientes medallas:
| Nombre                     | Deporte                   | Evento                       |
| -------------------------- | ------------------------- | ---------------------------- |
| Oro                        |                           |                              |
| Chiang Chih-Chung          | Atletismo                 | Jabalina F13 masculino       |
| Lin Tzu-Hui                | Levantamiento de potencia | –75 kg femenino              |
| Plata                      |                           |                              |
| Hsiao Shu-Chin Wei Mei-Hui | Tenis de mesa             | Equipo 4-5 femenino          |
| Lin Chin-Mei               | Tiro                      | Pistola de aire SH1 femenino |
| Bronce                     |                           |                              |
| Wei Mei-Hui                | Tenis de mesa             | Individual 5 femenino        |
| Hsu Chih-Shan Hu Ming-Fu   | Tenis de mesa             | Equipo 9 masculino           |